# Hakea ceratophylla
Espèce
Répartition géographique
Hakea ceratophylla, nommé en anglais horned leaf hakea (hakea à feuilles cornues), est une espèce d'arbuste de la famille des Proteaceae endémique du sud-ouest de l'Australie-Occidentale. C'est un arbuste raide aux feuilles de forme variable, parfois lobées, et aux fleurs aux poils blancs ou rouille.

## Description
Hakea ceratophylla est un arbuste rigide à plusieurs tiges généralement  de 0,5 à 2 m de haut. Ses jeunes rameaux et ses feuilles sont couverts de poils de couleur rouille, qu'ils perdent en vieillissant. Les feuilles matures sont linéaires ou ovoïdes, resserrées vers la base, longues de 4,5 à 23 cm et larges de 0,2 à 1,4 cm. Elles ont entre trois et cinq lobes. Les feuilles lobées sont longues de 3,5 à 8,5 cm, avec des lobes de 1 à 26 mm de long.
Les fleurs sont disposées en ombelles, contenant entre deux et dix fleurs sans tige apparente. Chaque fleur a un pédicelle de 2 à 5 mm et est couverte de poils blancs et rouille. Leur périanthe (la partie non reproductrice de la fleur) mesure 4,5 à 6 mm de long et leur style de 7,5 à 9,5 mm. La floraison a lieu de septembre à décembre.
Les fruits sont noirs et plus ou moins ovoïdes, longs de 2 à 3,5 cm et larges de 0,9 à 1,3 cm. Ils contiennent deux graines de 1,2 à 2 cm de long, munies d'une aile étroite sur un côté ,

## Taxonomie et dénomination
Hakea ceratophylla a été décrit pour la première fois en 1807 dans la Cyclopædia (en) d'Abraham Rees par James Edward Smith, qui lui a donné le nom de Conchium ceratophyllum. Le spécimen type a été recueilli à King Georges Sound par Archibald Menzies. Smith a noté que « c'est l'un des plus beaux de son genre »,. En 1810, Robert Brown a changé son nom en Hakea ceratophylla. Son épithète spécifique (ceratophylla) est dérivée des mots grecs anciens keras, keratos signifiant «corne»  :194 et phyllon signifiant «feuille»  :605, ce qui renvoie apparemment aux feuilles, dont certaines formes ont des lobes en forme de cornes.

## Distribution
Cet arbuste pousse dans le sud de l'Australie-Occidentale, dans les régions de Peel, du South-West et du Great Sourthern, sur des plateaux humides de façon saisonnière et parmi des affleurements de granite dans des sols sableux, limoneux ou graveleux. Son aire de répartition va de la région de Perth au nord jusqu'aux environs d'Albany au sud, et à l'intérieur des terres jusqu'à la chaîne de Stirling, où elle pousse dans les landes ou les forêts de Melaleuca.